# Juan Delgado (pintor)

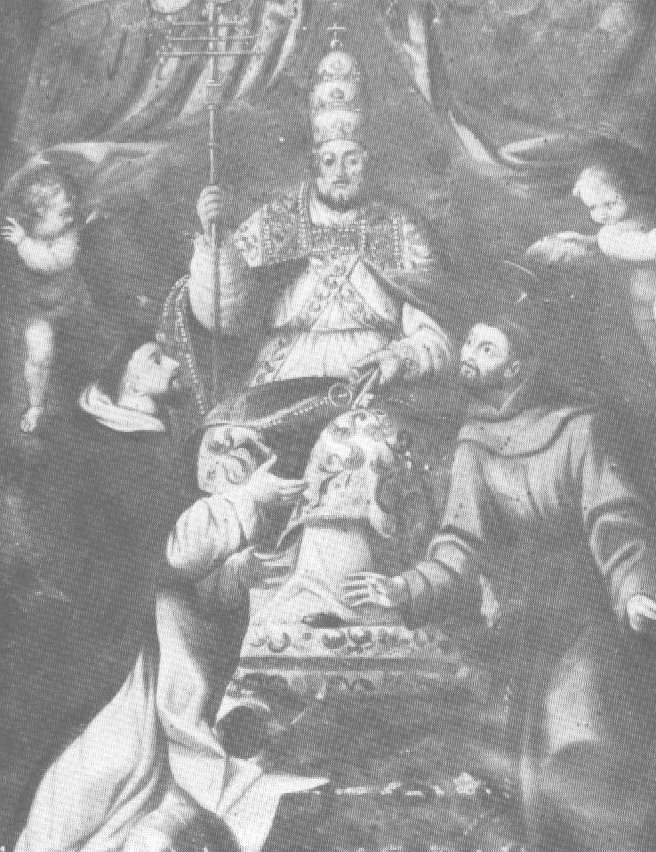
El papa Inocencio III (o san Pedro) entre santo Domingo de Guzmán y san Francisco de Asís, Atienza, iglesia de la Trinidad.

Juan Delgado (c. 1675-1731) fue un pintor barroco español activo en Madrid. 

## Biografía y obra
Hijo del también pintor Juan Felipe Delgado y de Isabel Durán, consta su matrimonio con María de Merlo, natural de Getafe, en 1689. Según Ceán Bermúdez habría sido maestro de Juan García de Miranda (1677-1749), que en un poder para testar otorgado en 1719 le llamaba su amigo. En 1729, al firmar la tasación de las pinturas de Juan del Bruggar y de su esposa, doña Leonor de Artiaga, se decía pintor y profesor de dibujo «de los Serenísimos Ynfantes».
Mencionado ya como profesor del arte de la pintura en 1696, en el poder para pleitos otorgado por los pintores madrileños en el litigio que mantenían contra la obligación de sacar el paso de los Siete Dolores en Semana Santa, las primeras obras documentadas son las cuatro pinturas de los retablos colaterales de San Pedro en la iglesia de la Trinidad de Atienza, tallado en lo arquitectónico entre 1697 y 1700. Ceán Bermúdez le atribuía la restauración de las pinturas de Francisco de Herrera el Mozo para el coro del desaparecido convento de San Felipe el Real de Madrid. Además citaba como obra suya, firmada y fechada en 1719, un San Francisco Javier con unos indios en primer término, de buen color aunque de ejecución amanerada, que se encontraba en un altar de la ermita de la Virgen del Puerto de Madrid. Hay noticias también de su intervención en la creación de decorados para las funciones teatrales de palacio. Así, en 1722, para la representación de Angélica y Medoro de Antonio de Zamora, drama musical estrenado en el Real Coliseo del Buen Retiro, pintó adornos de tramoyas por los que cobró 4.720 reales como «pintor de tramoyas, adornos y galeras».
Relacionado con Antonio Palomino, a quien dedicó cuatro décimas laudatorias publicadas al frente de la segunda edición del Museo pictórico (1724), la influencia del cordobés, modestamente interpretada, es manifiesta en los frescos de la bóveda de la capilla de la Real Congregación de la Concepción de Nuestra Señora del Colegio Imperial de Madrid (actual Instituto San Isidro), contratados en 1724 y concluidos en 1726, en los que contó con la colaboración de su hijo, Juan Manuel y de su discípulo José de Yélamos. Concluidas las pinturas de la bóveda firmó en noviembre de 1726 nuevo contrato con la Congregación por el que se comprometía a pintar los cuatro lienzos de las paredes, completados en 1730.
Falleció en Madrid, en la casa familiar de la calle del Reloj el 1 de diciembre de 1731.